# عبد الله الريماوي
عبد الله محمد الريماوي (1920 - 1980) هو مناضل ومفكر سياسي فلسطيني أردني. ولد في بلدة بيت ريما قضاء رام الله، وتلقّى دراسته الابتدائية في المدرسة الرشيدية، ودرس الثانوية في الكلية العربية في القدس وتخرج منها عام 1933، ثم تابع دراسته في الجامعة الأمريكية في بيروت، وحاز الإجازة في العلوم عام 1940، كما درس القانون وحاز فيه الشهادة الجامعية عام 1944 من جامعة لندن، وشهادة الدبلوم من كلية القدس للقانون سنة 1994، وشهادة دبلوم القانون العام سنة 1963، والقانون الإداري عام 1965 من جامعة القاهرة. 

## عمله
عُيّن بعد تخرجه من الجامعة الأمريكية مُدرّسًا في المدرسة الصلاحية في نابلس، وعمل في عدد من المدارس الثانوية في طولكرم والرملة ويافا، إلى أن أصبح مُدرّسًا للعلوم في مدرسة الأُمة في القدس. وبعد إعلان تقسيم فلسطين عام 1947 عمل مديرًا للتوجيه الوطني في الهيئة العربية العليا لفلسطين. انضم إلى الجهاد المقدس الذي اسسه الشهيد عبد القادر الحسيني، وفي أواخر سنة 1948 تولى رئاسة قسم التحرير في جريدة فلسطين اليومية في القدس.

## حزب البعث
بدأ نشاطه عضوًا عاملًا في حزب البعث العربي، حيث قام بإصدار جريدة البعث هو وزميله عبد الله نعواس، وقد ألغي ترخيصها سنة 1951 بعد أن أوقفت عدة مرات بسبب مقالاتها السياسية. اعتُقل عبد الله الريماوي لبضعة أشهر في سجن الجفر الصحراوي في الأردن، وخاض معركة الانتخابات النيابية سنة 1950 وهو في المعتقل، وفاز فيها عن منطقة رام الله، كما انتخب نائباً عن هذه المنطقة في عدة دورات تالية، وقد عرف بمقاومته للمشاريع الاستعمارية، وقيادته للمظاهرات الوطنية، وكان يفصح عن هذه المواقف تحت قبة البرلمان الأردني. وقد مثل حزب البعث العربي الاشتراكي في الوزارة التي شكلها سليمان النابلسي سنة 1956 فكان وزيرًا للخارجية. وعندما سقطت هذه الوزارة في نيسان سنة 1957 ذهب إلى دمشق لاجئًا سياسيًا، ثم انتقل إلى القاهرة سنة 1961.
عاد سنة 1970 إلى الأردن، حيث عاد إلى مزاولة مهمة المحاماة وانتخب أمينا لاتحاد المحامين العرب. وأصبح عضوًا بالمجلس الاستشاري الأردني الأول في 20 إبريل 1978.

## وفاته
توفي في شهر مارس يوم الأربعاء بنوبة قلبية وهو يلقي كلمة يشجب فيها موقف الرئيس الأمريكي كارتر من القضية الفلسطينية.

## مؤلفاته
ترك عبد الله الريماوي وراءه تراثاً فكرياً قومياً غنياً،
- التأليف

الحركة العربية الحديثة (القاهرة 1958)
القومية – بحث نظري (القاهرة 1959)
الحركة العربية الواحدة (بيروت 1964)
البيان القومي (القاهرة 1966)
الإقليمية الجديدة (بيروت 1969)
موسوعة الوعي العقائدي العربي التي صدرت في بيروت بين سنتي 1973 و1975، وتشتمل على عدد من الكتب منها:
النظرية الثورية المعاصرة
القضية العربية المعاصرة
الاشتراكية الديمقراطية
استرداد أجزاء الوطن السليبة.
- الترجمة

كما ترجم مجموعة من البحوث تحت عنوان “القضايا الكبرى في القانون الدولي المعاصر”، وقد صدرت في بيروت بعد وفاته في جزءين.
أكد عبد الله الريماوي، من خلال مؤلفاته، أن كل قضية تغيير كبرى يجب أن تتوفر لها “نظرية” تكون قاعدة أساسية لها، والنظرية في مفهومه “أداء تفسير وتقويم وتغيير”. وعلى ذلك طرح “النظرية الثورية العربية” التي سماها “النظرية الحركية الحياتية الإنسانية”. وقد ضمنها مبادئ منطق التاريخ وتحليل الظاهرة المنطلق من النظرية التاريخية للوصول إلى نظرة علمية إنسانية شاملة غير مطلقة، نبحث في حياة الإنسان واجتماعيته ومجتمعه. وقد طرح نظريته هذه في الجزء الأول من كتابه البيان القومي الثوري، “كأساس مقترح لميثاق الحركة القومية الواحدة”، ثم طرح “ميثاقاً مقترحاً للحركة العربية الواحدة” في الجزء الثاني من البيان. وتحدث عن القضية العربية من خلال المقومات العملية والنتائج الحركية “للأمة العربية والقومية العربية” مبيناً الأثر الحركي لكون العرب “أمة واحدة ذات قومية واحدة”، ودارساً تناقضات الواقع العربية، وراسماً خطوات مواجهة مسألة التناقضات، وقضية الثورة في الواقع العربي، فقدم بالتالي دراسة وافية لبحث الوحدة العربية، والطريق القومي لبلوغها، وصورتها الدستورية. ثم قام بتعريف الأساس العقائدي للاشتراكية الديمقراطية العربية، مضمونها العلمي الإنساني، وبعدها القومي. وفي إطار القضية العربية طرح مشكلة أجزاء الوطن المغتصبة والتسلية، فقدم دراسة وافية “للمشكلة والحل”، وموقف الثورة العربية من سلب فلسطين، واغتصاب لواء الإسكندرون، واقتطاع منطقة عربستان، ورفض رفضاً قاطعاً الاعتراف بهذا السلب أو الاغتصاب أو الاقتطاع، أو بأية نتائج تترتب على أي منها. أطلق اسم “المشكلة المتميزة” على قضية فلسطين، وركز عليها، وحدد أبعادها عبر الزمان والمكان، وشرح بعدها الحضاري، وخلص في النهاية إلى الحديث عن الرسالة الحضارية للأمة العربية. فبعد مشكلة فلسطين عبر الزمان “لا يبدأ بصدور وعد بلفور، ولا ينتهي باعتراف ترومان بقيام إسرائيل، حتى ولا باعتراف الأمم المتحدة بها، وإنما هي مشكلة ما تزال حية قائمة تنتظر جولة جديدة”. وبعدها المكاني لا ينحصر في “بعض فلسطين”، أو كلها، بل يمتد ليشمل الوطن العربي كله، ولتصل آثاره إلى آفاق تشمل بلاد العالم الثالث. أما بعدها الحضاري فان قيام الكيان الصهيوني يكون بؤرة تخريب وخطر حضاريين في قلب الوطن العربي، بل وفي قارتي آسيا وافريقيا. والحل العلمي لهذه المشكلة، في رأي الريماوي، لا يكون إلا بتصفية الكيان الصهيوني. وتحقيق ذلك يتم بالقضاء على التجزئة والتخلف والتبعية للاستعمار. أما دور شعب فلسطين فهو دور طليعي، وهو مؤهل له في نطاق المسؤولية القومية العربية عن إحراز النصر في المعركة.